# Ležak
Ležak je v pivovarstvu in prodaji oznaka za uležano svetlo pivo spodnjega vrenja. Pri izdelavi te vrste piva se kvasovke usedejo na dno in pivo se zbistri. Pogosta oznaka zanj je tudi lager. 